# Памятник Ленину на Соборной площади (Владимир)
Запрос Памятник Александру II (Владимир) перенаправляется сюда. На эту тему нужна отдельная статья.
Памятник Ленину на Соборной площади — монумент во Владимире, воздвигнутый в честь знаменитого русского революционера, теоретика и основателя первого социалистического государства в мире Владимира Ильича Ленина.

## История
Ранее на месте памятника Ленину на Соборной площади стоял памятник российскому императору Александру II проекта Александра Опекушина, установленный в 1913 году во время празднования 300-летия пребывания династии Романовых на престоле. От прежнего памятника остался лишь постамент из красного финского гранита, на котором ныне стоит Ленин.
После русской революции 1917 года памятник царю был снесён и переплавлен, а на его месте была установлена гипсовая статуя Свободы, аллегорически изображённой в виде женщины в античном одеянии. Однако, статуя, наскоро выполненная из недолговечного материала, не понравилась горожанам и была раскритикована в местной прессе.
В 1925 году на старом постаменте на месте статуи Свободы был установлен первый памятник Ленину. Отличие тогдашней скульптуры от нынешней было в том, что рукой Ленин указывал вперёд. В ночь на 21 апреля 1950 года старая скульптура была заменена на новую с опущенной рукой работы Николая Шильникова.
В новейшее время поступали предложения восстановления исторического памятника Александру Второму на прежнем постаменте, однако они не встретили единодушного одобрения.